# PizzaExpress
PizzaExpress — мережа ресторанів у Великій Британії з понад 470 ресторанами та 100 за кордоном в Європі, Гонконгу, Китаї, Індії, Індонезії, Кувейті, Філіппінах, Об’єднаних Арабських Еміратах, Сінгапурі та Саудівській Аравії. Була заснована в 1965 році Пітером Бойзо. У липні 2014 року мережа була продана китайській фірмі приватного капіталу Hony Capital за угодою на суму 900 мільйонів фунтів стерлінгів (1,54 мільярда доларів). У 2015 році, PizzaExpress відсвяткувала своє 50 річчя.

## Історія

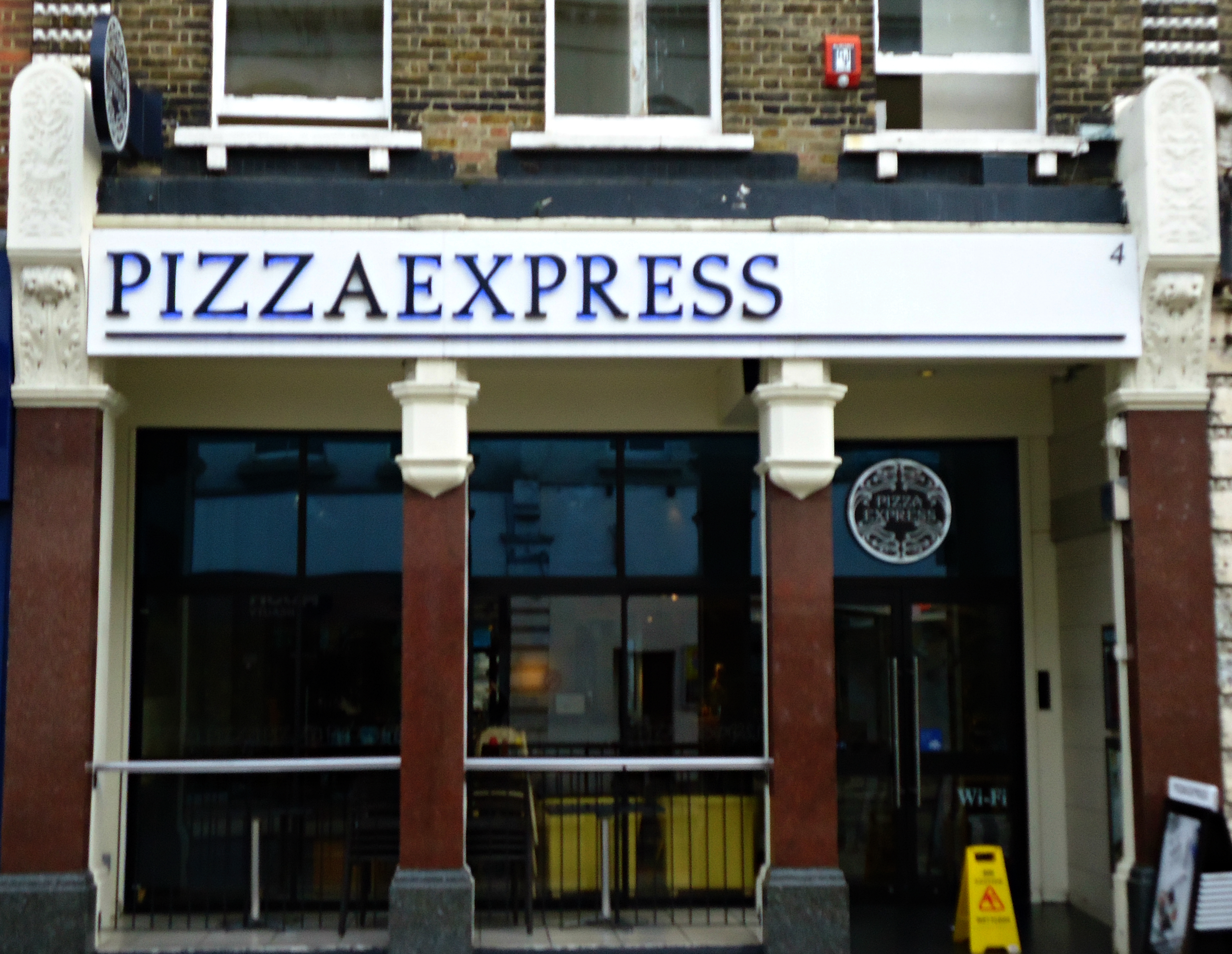
Ресторан в Саттоні,одному з районів Лондона, відкрився наприкінці 1980-х, і отримав місцеву архітектурну премію

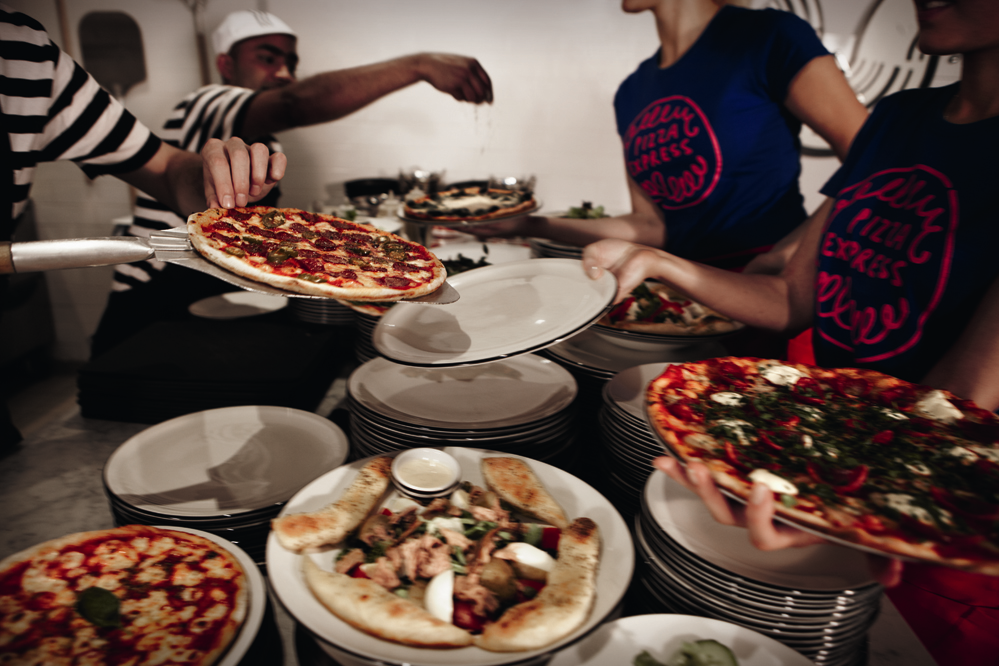
Приклад їжі від PizzaExpress

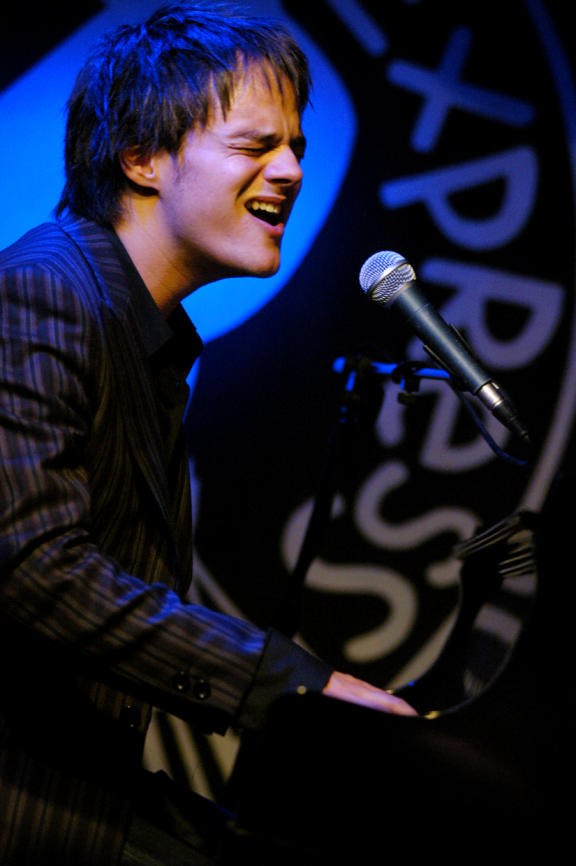
Джеймі Каллум грає наживо в Джаз-клубі PizzaExpress, 10 Дін Стріт, Сохо, Лондон

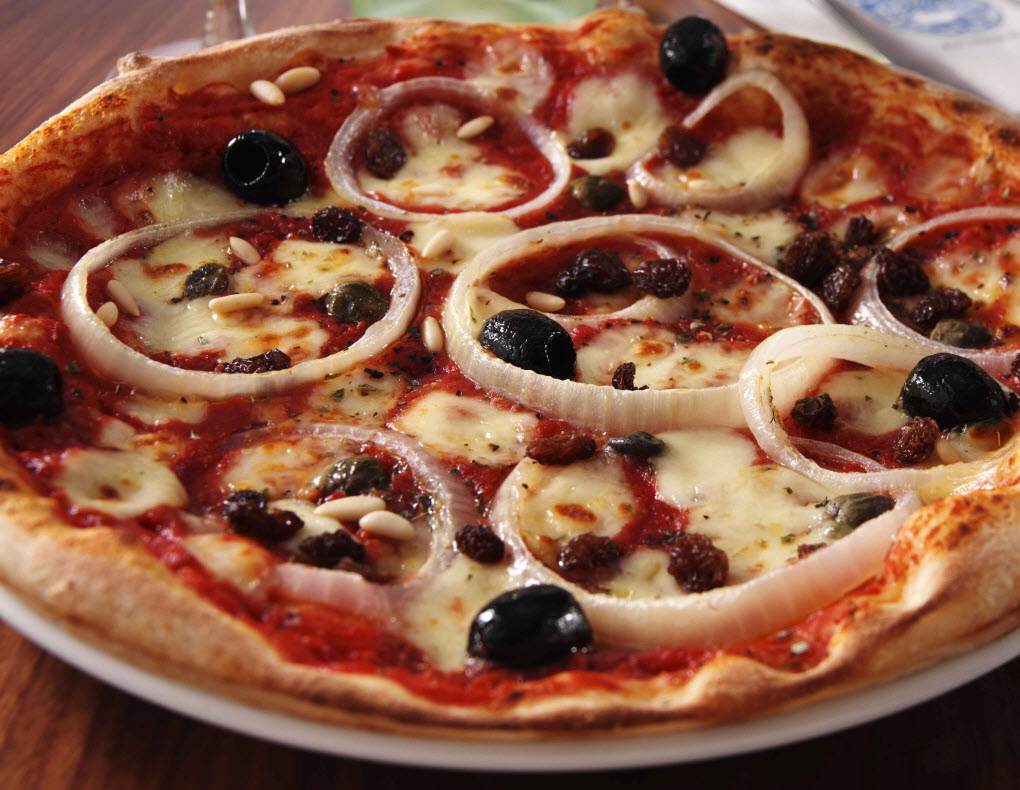
Венеціанська піца

Заснована в 1965 році Пітером Бойзо, PizzaExpress відкрила свій перший ресторан на лондонській вулиці Вардур. Надихнувшись поїздкою до Італії, Бойзо повернувся у Лондон з піччю для піци з Неаполя та шеф-кухарем з Сицилії.
У 1969 році ресторані на Дін стріт, Лондон, розпочалися джазові виступи.
PizzaExpress відкрилася в Ірландії в 1995 році і в даний час там 14 ресторанів під торговою маркою Milano. Крім того, компанія володіє торговою маркою Marzano. Спочатку Marzano використовувалася в країнах, де торгова марка Pizza Express не була доступна, як і використання назви Milano в Республіці Ірландія, але вона існує і на деяких територіях, таких як Кіпр, для розмежування між ресторанами, які продають в першу чергу піцу і тих, хто пропонує широкий асортимент страв без піци, натхненних італійською кухнею. Такаж система використовувалася для запуску кафе-бару як доповнення до відділення Pizza Express у The Forum в Норвічі, під назвою "Cafe Bar Marzano".
У 2011 році PizzaExpress запустила великий ребренд своїх ресторанів у Великій Британії зі змінами меню, чорно-білим логотипом та широким використанням смуг, як для уніформи персоналу, так і для оформлення ресторану.
У 2017 році PizzaExpress запустила «PizzaExpress Live».[джерело?]
У жовтні 2019 року PizzaExpress найняла фінансових радників для підготовки до переговорів з кредиторами. Керівництво відчуло фінансові труднощі, зумовлені спадом споживчого попиту на їх їжу.
У березні 2020 року всі ресторани Великої Британії були змушені закритись на невизначений термін через загальнодержавні правила карантину, введені урядом для обмеження поширення COVID-19. 28 травня 2020 року деякі лондонські ресторани знову відкрилися для надання послуг доставки, коли уряд почав скасовувати обмеження щодо карантину. 

## Власність
PizzaExpress перебував на Лондонській фондовій біржі в 1993 році, відкриваючи франшизи по всій Великій Британії. Потім франшизи у Великій Британії масово купували у 1996 році. Тоді TDR Capital та Capricorn Associates придбали компанію в 2003 році, знову повернувши її в приватну власність. У 2005 році PizzaExpress знову перебувала на Лондонській фондовій біржі як частина холдингу PLC Gondola Holdings. Згодом мережа була куплена групою приватних капіталовкладників Cinven як Gondola Group у 2007 році. 12 липня 2014 року було оголошено, що китайська група Hony Capital придбала PizzaExpress за 900 млн фунтів.

## Знамениті кухарі
З часу свого заснування PizzaExpress спеціалізується насамперед на піцах ручної роботи в традиційному італійському стилі.
PizzaExpress представила більш легку піцу Leggera - перший вид піци , який містить близько 500 калорій.
У 2008 році PizzaExpress розпочала гостьову серію з шеф-кухарем Тео Рендал, створивши ексклюзивні страви для свого меню. 
Франческо Маццей, від L'Anima, прийшов на кухню у 2010 році, щоб розробити меню, натхнене кухнею Калабрії.
Серія знаменитих шеф-кухарів продовжилась у 2012 році, представивши дві піци, зроблені телевізійним кухарем Валентином Ворнером. 
Ворнер представив піцу з феннелом та салямі і піцу Путтанеска.

## Музика
PizzaExpress підтримує джазову спільноту з перших днів, коли відкрив свій перший джазовий клуб в 1969 році на Дін-стріт у Лондоні. Відтоді безліч відомих артистів грали такі як Елли Фіцджеральд та Емі Вайнгауз, також клуб підтримував ранні виступи  Нори Джонс та Джеймі Каллума.

## Za
Za - бренд PizzaExpress, що пропонує більш казуальну версію піцерії у Великій Британії. Перший ресторан був запущений на Fenchurch Street у лютому 2019 року. Відкриття Za - частина п'ятирічного плану оновлення та вдосконалення бренду під назвою Future Express.  Меню зосереджено навколо піц PizzaExpress, які продаються скибочкою, але з тими ж начинками, які є в основному меню, виготовленому з тіста PizzaExpress. Бренд акцентує увагу на сніданках з хлібцями, беконом, яйцями або шпинатом. П'ядіна та салати є частиною обіднього меню.

## Дизайн та мистецтво
Пітер Бойзо в 60-х роках замовив італійського дизайнера ресторанів і мультиплікатора Енцо Апікеллу розробити ідентичність PizzaExpress у понад 80 ресторанів.
У 2002 році PizzaExpress запустив премію сучасного мистецтва PizzaExpress Prospects з поп-артистом Пітером Блейком. Зв'язок Пітера Блейка з PizzaExpress був зміцнений, коли він подарував 26 оригінальних картин ресторану в Чизік.
PizzaExpress створила «Живу лабораторію» в жовтні 2010 року в Ричмонді, випробовуючи нові ідеї  дизайну та звуку, співпрацюючи з дизайнером Аб Роджерсом.

## Філантропія
PizzaExpress представила Pizza Veneziana в 1977 році, щоб допомогти врятувати Венецію від потоплення, пожертвувавши 5 пенні з кожної проданої піци у Фонд Венеції. З роками сума пожертвувань від кожної піци зросла до 25 пенні. З 2008 року пожертви від піци "Венеціана" надходять до фонду "Венеціана", де 50% передається Фонду Венеції, а 50% - на реставрацію, ремонт та обслуговування будівель, електрики та  творів мистецтва, створених до 1750 року.
У 1999 році PizzaExpress представила свою Шкільну програму - програму, в якій компанія перетворює свої ресторани на класи, навчаючи дітей про здорову їжу, як вести свій бізнес і як готувати для себе.
У 2016 році PizzaExpress запустила своє партнерство з  Macmillan, фондом боротьби з раком, отримавши дискреційну пожертву в розмірі 25 пенні від кожної проданої піци Padana, щоб допомогти Macmillan забезпечити необхідну фінансову, емоційну, медичну та практичну підтримку людей, які страждають на рак. Станом на травень 2017 року товариство зібрало понад 500 000 фунтів стерлінгів.

## Скандали
У 2008 році компанія, як повідомлялося, платить персоналу менше мінімальної легальної заробітної плати, покладаючись на поради щодо компенсації різниці. Це призвело до кампанії в парламенті, для запобігання такої практики зробивши її незаконною.